# タナメラ湾

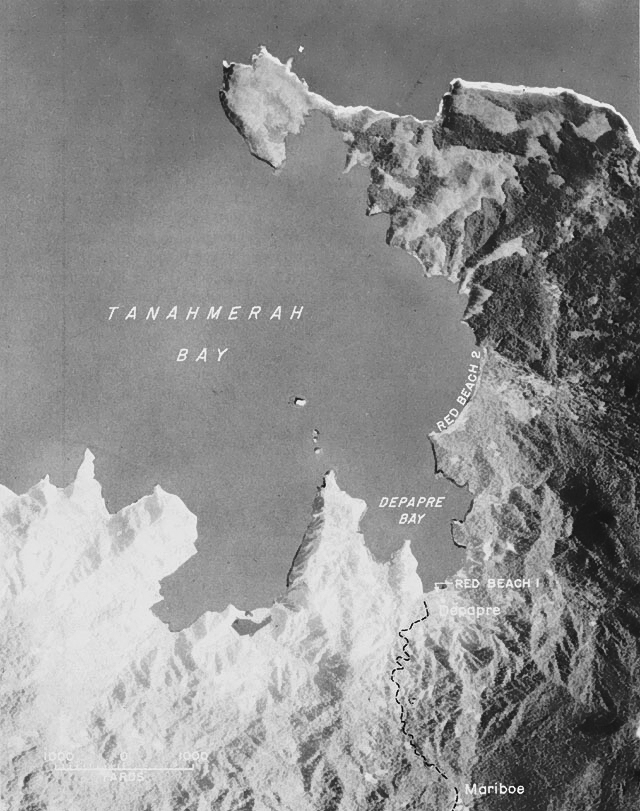
レックレス作戦の上陸地点（レッド・ビーチ1及び2）が示されたタナメラ湾

タナメラ湾（タナメラわん、インドネシア語: Teluk Tanahmerah、英語: Tanahmerah Bay, Tanah Merah Bay）は、ニューギニア島北海岸に所在する湾。行政上はインドネシア・パプア州に属する。州都ジャヤプラ（旧名ホーランジア）の北西に位置する。
第二次世界大戦中、ホーランジア周辺地域は日本軍の拠点となっていた。1944年4月22日にアメリカ陸軍第24歩兵師団隷下の第19歩兵連隊、第21歩兵連隊が、オーストラリア海軍の重巡洋艦オーストラリア、シュロップシャー及びアメリカ海軍の軽巡洋艦フェニックス、ボイシ、ナッシュビルの艦砲射撃の支援の下、守備が手薄だったタナメラ湾に上陸。なお、ダグラス・マッカーサー陸軍大将はナッシュビル艦上よりこの上陸戦を観戦した。ホーランジアの制圧後、この地域は連合国軍の基地となり、南西太平洋地域での戦闘やフィリピン奪還戦の後方拠点となった。
座標: 南緯2度25分 東経140度20分 / 南緯2.417度 東経140.333度